# Dave Hunter
David P. "Dave" Hunter, född 1 januari 1958, är en kanadensisk före detta professionell ishockeyforward som tillbringade tio säsonger i den nordamerikanska ishockeyligan National Hockey League (NHL), där han spelade för ishockeyorganisationerna Edmonton Oilers, Pittsburgh Penguins och Winnipeg Jets. Han producerade 323 poäng (133 mål och 190 assists) samt drog på sig 918 utvisningsminuter på 746 grundspelsmatcher. Hunter spelade också för Oilers när de spelade i World Hockey Association (WHA) och på lägre nivåer för Dallas Black Hawks i Central Hockey League (CHL) och Sudbury Wolves i Ontario Major Junior Hockey League (OMJHL).
Han draftades i andra rundan i 1978 års draft av Montreal Canadiens som 17:e spelare totalt.
Hunter ingick i Oilers dynastilag och var delaktig i tre av fem Stanley Cup-titlar (1983–1984, 1984–1985 och 1986–1987) som de vann mellan 1983 och 1990.
Han är bror till de före detta ishockeyspelarna Dale Hunter och Mark Hunter som båda spelade i NHL under sina aktiva spelarkarriärer.

## Statistik
| 1975–1976    | Sudbury Wolves      | OMJHL        | 53  | 7   | 21  | 28  | 117 | 17  | 0  | 9  | 9  | 53  |
| 1976–1977    | Sudbury Wolves      | OMJHL        | 62  | 30  | 56  | 86  | 140 | 6   | 1  | 3  | 4  | 9   |
| 1977–1978    | Sudbury Wolves      | OMJHL        | 68  | 44  | 44  | 88  | 156 | —   | —  | —  | —  | —   |
| 1978–1979    | Edmonton Oilers     | WHA          | 72  | 7   | 25  | 32  | 134 | 13  | 2  | 3  | 5  | 42  |
|              | Dallas Black Hawks  | CHL          | 6   | 3   | 4   | 7   | 6   | —   | —  | —  | —  | —   |
| 1979–1980    | Edmonton Oilers     | NHL          | 80  | 12  | 31  | 43  | 103 | 3   | 0  | 0  | 0  | 7   |
| 1980–1981    | Edmonton Oilers     | NHL          | 78  | 12  | 16  | 28  | 98  | 9   | 0  | 0  | 0  | 28  |
| 1981–1982    | Edmonton Oilers     | NHL          | 63  | 16  | 22  | 38  | 63  | 5   | 0  | 1  | 1  | 26  |
| 1982–1983    | Edmonton Oilers     | NHL          | 80  | 13  | 18  | 31  | 120 | 16  | 4  | 7  | 11 | 60  |
| 1983–1984    | Edmonton Oilers     | NHL          | 80  | 22  | 26  | 48  | 90  | 17  | 5  | 5  | 10 | 14  |
| 1984–1985    | Edmonton Oilers     | NHL          | 80  | 17  | 19  | 36  | 122 | 18  | 2  | 5  | 7  | 33  |
| 1985–1986    | Edmonton Oilers     | NHL          | 62  | 15  | 22  | 37  | 77  | 10  | 2  | 3  | 5  | 23  |
| 1986–1987    | Edmonton Oilers     | NHL          | 77  | 6   | 9   | 15  | 79  | 21  | 3  | 3  | 6  | 20  |
| 1987–1988    | Edmonton Oilers     | NHL          | 21  | 3   | 3   | 6   | 6   | —   | —  | —  | —  | —   |
|              | Pittsburgh Penguins | NHL          | 59  | 11  | 18  | 29  | 77  | —   | —  | —  | —  | —   |
| 1988–1989    | Winnipeg Jets       | NHL          | 34  | 3   | 1   | 4   | 61  | —   | —  | —  | —  | —   |
|              | Edmonton Oilers     | NHL          | 32  | 3   | 5   | 8   | 22  | 6   | 0  | 0  | 0  | 0   |
| NHL totalt   | NHL totalt          | NHL totalt   | 746 | 133 | 190 | 323 | 918 | 105 | 16 | 24 | 40 | 211 |
| OMJHL totalt | OMJHL totalt        | OMJHL totalt | 183 | 81  | 121 | 202 | 413 | 23  | 1  | 12 | 13 | 62  |

### Internationellt
| Källa:        | Källa:        | Källa:        |         | Utv = Utvisningsminuter | Utv = Utvisningsminuter | Utv = Utvisningsminuter | Utv = Utvisningsminuter | Utv = Utvisningsminuter |
| År            | Lag           | Mästerskap    | Matcher | Mål                     | Assists                 | Poäng                   | Utv                     |                         |
| ------------- | ------------- | ------------- | ------- | ----------------------- | ----------------------- | ----------------------- | ----------------------- | ----------------------- |
| 1977          | Kanada        | JVM           | 7       | 6                       | 2                       | 8                       | 2                       |                         |
| Junior totalt | Junior totalt | Junior totalt | 7       | 6                       | 2                       | 8                       | 2                       |                         |